# Novozybkov
Novozybkov (rusky Новозыбков) je město v Brjanské oblasti v Ruské federaci. Při sčítání lidu v roce 2010 měl přes čtyřicet tisíc obyvatel.

## Poloha a doprava
Novozybkov leží na říčce Korně nedaleko od jejího ústí do Iputě (povodí Dněpru). Od Brjansku, správního střediska oblasti, je vzdálen přibližně 200 kilometrů jihozápadně. Nachází se u západního okraje Brjanské oblasti – je vzdálen přibližně 25 kilometrů východně od bělorusko-ruské státní hranice.
Přes Novozybkov prochází železniční trať z Brjansku přes Homel do Brestu a začíná zde trať do ukrajinského Novhorodu-Siverského.

## Dějiny
První zmínka o obci je z roku 1701. Od roku 1809 je Novozybkov městem.
Za druhé světové války byl Novozybkov 16. srpna 1941 doby německou armádou a 25. září 1943 dobyt zpět jednotkami Brjanského frontu a Středního frontu Rudé armády.

### Rodáci
- Pavel Jefimovič Dybenko (1889–1938), sovětský politik
- Grigorij Lvovič Rošal (1899–1983), filmový režisér a scenárista
- Rostislav Jevgeňjevič Alexejev (1916–1980), konstruktér
- Samson Iosifovič Samsonov (1921–2002), filmový režisér a scenárista